# Красногвардейский укреплённый район

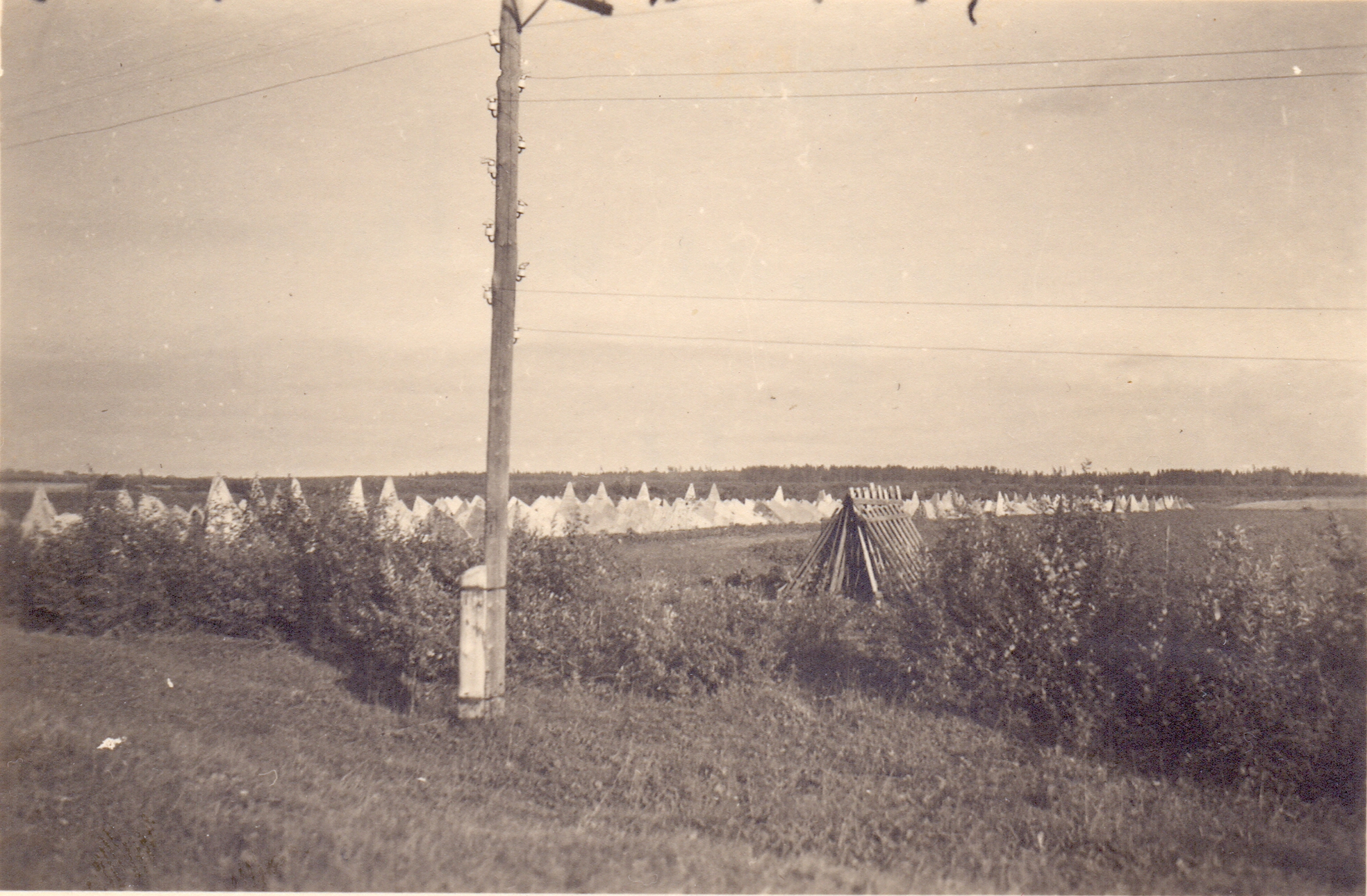
Фотография железобетонных надолбов, располагавшихся в окрестностях города Красногвардейск (современная Гатчина) в 1941 году.

Красногвардейский укреплённый район — сооружение и формирование войск укреплённых районов РККА ВС СССР в Великой Отечественной войне.
В составе действующей армии Красногвардейский укрепрайон (управление) находился с 23 июля по 13 сентября 1941 года.

## История
Строительство района как совокупности фортификационных сооружений под названием Красногвардейской укреплённой позиции было начато 4 июля 1941 года. В середине июля позиция была переименована в Красногвардейский укреплённый район и было создано одноимённое воинское формирование. Оборонительные сооружения строились в основном трудовыми батальонами из числа гражданского населения Ленинграда и прилегающих к нему районов. К концу первой декады сентября в полосе только Центрального и Красносельского секторов было установлено 796 дотов и дзотов, 230 бронеточек, отрыто 225 километров противотанковых рвов, подготовлено 375 артиллерийских площадок, установлено свыше 10 тысяч железобетонных противотанковых надолб. Укрепрайон имел 479 орудий калибра от 45 до 130 мм, а также 160 зенитных орудий 2-го корпуса ПВО для борьбы с танками.

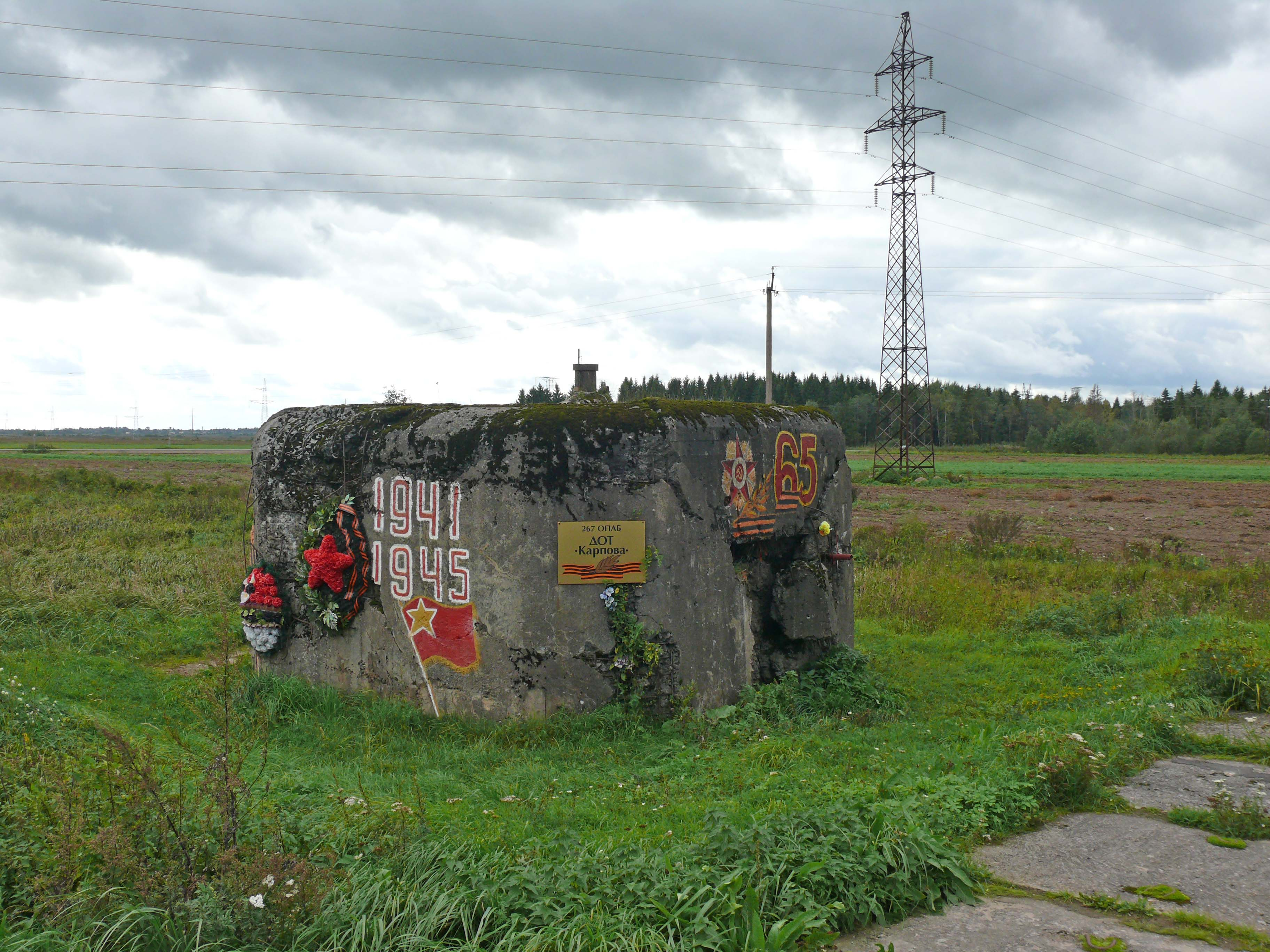
ДОТ Карпова (лейтенанта М. В. Дёмина)

Укреплённый район занимал позиции протяжённостью по фронту до 160 километров от Петергофа до Красногвардейска (ныне Гатчина) и далее по левому берегу реки Ижоры до впадения её в Неву. Структурно район разделялся на три сектора:
- Красносельский сектор (комендант — полковник К. М. Трошихин);
- Центральный сектор (комендант — генерал-майор В. А. Крылов);
- Слуцко-Колпинский сектор (комендант — подполковник А. Б. Успенский). 1 сентября 1941 года Слуцко-Колпинский сектор был выделен в отдельный Слуцко-Колпинский укреплённый район.

16 июля боевые позиции в районе заняли части 3-й дивизии народного ополчения, но 26 июля два стрелковых полка дивизии и артиллерийский полк были переброшены за реку Свирь, к Олонцу, а оставшийся стрелковый полк ещё ранее передислоцировался на Лужский оборонительный рубеж. В последних числах июля в районе Красного Села начали сосредоточение части 1-й гвардейской дивизии народного ополчения. 17—19 августа оборонительные рубежи в укреплённом районе заняли 2-я и 3-я гвардейские дивизии народного ополчения. Именно они наряду с пулемётно-артиллерийскими батальонами и составили основную боевую мощь укреплённого района в его Красногвардейском и Центральном секторах.
Первые бои в полосе района развязались с последних чисел августа, в полосе Слуцко-Колпинского сектора, когда части 28-го армейского корпуса попытались с ходу прорвать оборону района. В Центральном и Красногвардейском секторах, прежде всего к юго-западу от Красногвардейска, немецкие войска (41-й моторизованный корпус) были вынуждены перейти к обороне, намереваясь на правом фланге корпуса уничтожить окружённую лужскую группировку советских войск, а на левом — прижать к Финскому заливу и уничтожить части 8-й армии.
Вновь наступление в полосе укреплённого района развернулось 9 сентября. 11 сентября в неравном бою пала батарея «Аврора», в сентябре переданная КрУР. Главный удар был направлен в обход Красногвардейска с запада, где оборона была быстро прорвана, уже 12 сентября немецкие войска заняли Красное Село. Пулемётно-артиллерийские батальоны и 2-я гвардейская стрелковая дивизия народного ополчения удерживали Красногвардейск до 13 сентября и лишь оказавшись в полуокружении начали выходить по узкому коридору в направлении Пушкина. На правом фланге укреплённого района немецкие войска несколько медленнее, но стабильно продвигались к Финскому заливу, куда и вышли 16 сентября.
17 сентября укреплённый район был расформирован. Личный состав был передан на укомплектование соединений и частей 55-й армии и 6-й дивизии народного ополчения, в том числе новых укрепрайонов.

## Полное наименование
Красногвардейский укреплённый район

## Состав
- управление
  - Артиллерийская корабельная батарея специального назначения «А» («Аврора»)

(установленные батальоны, всего было около 30)
- - 4-й отдельный пулемётно-артиллерийский батальон
  - 21-й отдельный пулемётно-артиллерийский батальон
  - 34-й отдельный пулемётно-артиллерийский батальон
  - 36-й отдельный пулемётно-артиллерийский батальон
  - 126-й отдельный пулемётно-артиллерийский батальон
  - 247-й отдельный пулемётно-артиллерийский батальон
  - 260-й отдельный пулемётно-артиллерийский батальон
  - 262-й отдельный пулемётно-артиллерийский батальон
  - 264-й отдельный пулемётно-артиллерийский батальон
  - 265-й отдельный пулемётно-артиллерийский батальон
  - 266-й отдельный пулемётно-артиллерийский батальон
  - 267-й отдельный пулемётно-артиллерийский батальон
  - 268-й отдельный пулемётно-артиллерийский батальон
  - 269-й отдельный пулемётно-артиллерийский батальон
  - 270-й отдельный пулемётно-артиллерийский батальон
  - 274-й отдельный пулемётно-артиллерийский батальон
  - 276-й отдельный пулемётно-артиллерийский батальон
  - 277-й отдельный пулемётно-артиллерийский батальон
  - 282-й отдельный пулемётно-артиллерийский батальон
  - 284-й отдельный пулемётно-артиллерийский батальон
  - 289-й отдельный пулемётно-артиллерийский батальон
  - 291-й отдельный пулемётно-артиллерийский батальон
  - 294-й отдельный пулемётно-артиллерийский батальон
  - 519-я отдельная рота связи

## Подчинение
| Дата            | Фронт (округ)       | Армия | Корпус (группа) | Примечания |
| --------------- | ------------------- | ----- | --------------- | ---------- |
| 01.08.1941 года | Северный фронт      | —     | —               | —          |
| 01.09.1941 года | Ленинградский фронт | —     | —               | —          |

## Коменданты района
- генерал-майор Швыгин, Илья Иванович[4]
- Комиссары района
- батальонный комиссар Смирнов, Иван Емельянович[5]